# 増村雅尚
増村 雅尚（ますむら まさなお、1976年11月25日 - ）は、日本の元バレーボール選手、指導者、体育学者。九州産業大学人間科学部スポーツ健康科学科教授。元バレーボール日本代表。

## 略歴
長崎県南松浦郡新上五島町（旧奈良尾町）出身。
長崎県立長崎北高等学校卒業後、筑波大学に進学。ユニバーシアード日本代表として1997年と1999年の大会に出場している。
筑波大学4年生で富士フイルム・プラネッツの内定選手として登録され、卒業後の1999年に富士フイルムに入社。
2002年に富士フイルム・プラネッツの廃部に伴い富士フイルムを退社、堺ブレイザーズに移籍。この年日本代表に選出され、ワールドリーグに出場した。
2005年に堺ブレイザーズを退団。筑波大学大学院に進学した。同年、つくばユナイテッドSun GAIAの発足に伴い参加、キャプテンを務めた。
2006年、地域リーグ東部リーグ、プレーオフで優勝しつくばユナイテッドのV・チャレンジリーグ昇格に貢献した。2007年に現役引退。
2009年、堺ブレイザーズのコーチに就任。2012年まで務めた。
2012年から崇城大学助教、2015年から准教授を務める。
2022年から九州産業大学人間科学部スポーツ健康科学科教授を務める。

## エピソード
- スポーツバイオメカニクスの専門家として男女日本代表のサーブ強化に携わる[6][7]。

## 球歴
- ユニバーシアード日本代表 - 1997年、1999年
- 日本代表 - 2002年
  - ワールドリーグ - 2002年

## 所属チーム

### 選手
- 長崎県立長崎北高等学校
- 筑波大学
- 富士フイルム・プラネッツ（1999-2002年）
- 堺ブレイザーズ（2002-2005年）
- つくばユナイテッドSun GAIA（2005-2007年）

### 指導者
- 堺ブレイザーズ コーチ（2009-2012年）
- 男子日本代表 コーチ（2016年）
- 九州産業大学男子バレーボール部 監督（2022年-）